# Al Bartlett

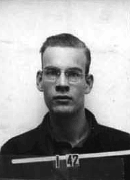
Albert Allen Bartlett, Badge-Fotografie, 1944, Los Alamos National Laboratory

Albert Allen Bartlett (* 21. März 1923 in Shanghai; † 7. September 2013 in Boulder, Colorado) war ein US-amerikanischer Physiker und Hochschullehrer an der University of Colorado at Boulder, der sich insbesondere mit Fragen zum globalen Bevölkerungswachstum auseinandersetzte.

## Werdegang
Der Sohn des Rektors der privaten Shanghai American School kam im Alter von drei Monaten in die USA und wuchs in Ohio auf. Seinen Bachelor in Physik erhielt er 1944 an der Colgate University. Nach seinem Master an der Universität Harvard (1948) wurde er dort 1951 promoviert. 1978 war er Präsident der American Association of Physics Teachers. Er war Fellow der American Physical Society und der American Association for the Advancement of Science.
Bartlett hielt ab September 1969 einen Vortrag über Arithmetik, Bevölkerung und Energie etwa 1700 Mal. Er sah das anhaltende Bevölkerungswachstum als die größte Herausforderung der Menschheit an. Den Begriff Nachhaltiges Wachstum (sustainable growth) hielt er für ein Oxymoron. Er prägte das Zitat: „Das größte Manko der Menschheit ist unsere Unfähigkeit, die Exponentialfunktion zu verstehen.“

## Publikationen
- The Essential Exponential For the Future of Our Planet, Center for Science, Mathematics and Computer Education, University of Nebraska-Lincoln 2006, ISBN 0-9758973-0-6